# Bricquebec
Bricquebec foi uma comuna francesa na região administrativa da Normandia, no departamento Mancha. Estendia-se por uma área de 32,56 km². Em 2010 a comuna tinha 6 020 habitantes (densidade: 184,9 hab./km²).
Em 1 de janeiro de 2016, passou a formar parte da nova comuna de Bricquebec-en-Cotentin.